# Soko G-4 Super Galeb
Il SOKO G-4 Super Galeb (super gabbiano in croato), è un monomotore a getto da addestramento avanzato progettato dall'azienda ex-jugoslava SOKO e prodotto in collaborazione con la Lola Utva.
Impiegato anche come aereo da attacco leggero, il Super Galeb compì il suo primo volo il 17 luglio 1978 ed entrò in produzione nel 1982. Era il velivolo designato per rimpiazzare il G-2 Galeb ed il Lockheed T-33 nell'aeronautica jugoslava.

## Storia

### Sviluppo
All'inizio degli anni novanta, il G-4 si presentò come uno dei contendenti alla vittoria nel programma JPATS (Joint Primary Aircraft Training System), che avrebbe dotato l'USAF di un nuovo addestratore avanzato per gli equipaggi destinati alle linee di volo più rinomate, costituite da Falcon ed Eagle.
Particolarmente caldeggiato dai collaudatori statunitensi che lo pilotarono, dovette soccombere alla vittoria del suo diretto avversario, proposto dalla joint-venture Raytheon/Pilatus, il T-6 Texan II.
Più tardi venne progettata anche una versione monoposto, denominata G-5, caratterizzata da più spiccate capacità di ground attack dovute alla presenza di un radar dedicato. Il G-5, tuttavia, venne cancellato a causa della disgregazione della Jugoslavia.

### Tecnica
Il G-4 Super Galeb, si presenta come un aereo da addestramento monogetto con capacità di attacco al suolo.
È propulso da un turbogetto Rolls-Royce/Bristol Siddeley Viper Mk 632-46, accreditato di 17.79 kN; la suite avionica si compone di strumenti di navigazione e comunicazione standard, asserviti da un radar di tiro Ferranti ISIS D-282 e da un RWR (Radar Warning Receiver) Iskra SD-1.
C'è, inoltre, la possibilità di equipaggiare il G-4 con un pod da ricognizione, costituito da fotocamere ed uno scanner ad infrarossi.
Non è provvisto di sonda per rifornimento in volo.

### Impiego operativo
Il Super Galeb partecipò a varie missioni della Guerra di Bosnia e furono tre gli esemplari abbattuti di G-4, con matricole N.23603, N.23631, N.23734 pilotati rispettivamente dagli ufficiali Sarvas, Djerfi e Novakovic, tutti eiettatisi in tempo.
Episodio degno di nota, fu quello che coinvolse il velivolo N.23733 pilotato dal tenente Brаnislаv Ivаnоvski, danneggiato in un sorvolo su Lički Ribnik da un missile Stinger appartenente alle forze croate.
Atterrato in sicurezza a Udbina, la coda del velivolo è ora conservata nel Museo dell'aeronautica di Belgrado, mentre la cellula è ancora in servizio nell'aeronautica serba, esempio della sua robustezza strutturale, aspetto decisamente fondamentale in teatri ostili.
Durante la Guerra del Kosovo, il G-4 venne utilizzato per attaccare le postazioni a terra dell'Ushtria Çlirimtare e Kosovës (UÇK), volando a bassissima quota e senza contare alcuna perdita.
Tuttavia, ben sette Super Galeb della pattuglia acrobatica Leteće zvezde sono andati persi a causa di un'esplosione in un tunnel sotterraneo, adibito ad hangar, sulla base aerea di Golubovci a causa di un problema tecnico di un missile posto sotto l'ala di un aereo in sosta.

## Versioni

Animazione di alcune manovre di un Super Galeb.

### G-4 Super Galeb
Versione base del G-4, con capacità di attacco al suolo

### G-4š Super Galeb
Versione non armata da addestramento.

### G-4T Super Galeb
Versione da traino bersagli.

### G-4M Super Galeb
Sebbene sospeso dalle Guerre jugoslave, l'update del G-4 venne riattivato per fornire maggiori capacità addestrative e di bombardamento all'aeromobile.
Le modifiche riguardanti la versione M del Super Galeb riguardarono sia l'avionica, ora più avanzata, che i piloni, in grado di trasportare carichi maggiori, e l'applicazione alle estremità alari di due lanciatori.
Più precisamente, gli hard-point più vicini alla fusoliera hanno una capacità di carico di 500 kg mentre i più esterni, di 350 kg andando così ad aumentare fino a 2 100 kg il carico bellico trasportabile, grazie anche al pilone ventrale con portata di 400 kg.
Gli aggiornamenti avionici, hanno aggiunto un Head-Up Display Zrak ENP-MG4 con mirino elettronico Rudi Cajavec ENS-MG4 incorporato, una piattaforma giroscopica, ed un dispenser chaff / flare per auto-difesa.
Con un peso massimo al decollo di 6 400 kg nella configurazione d'attacco al suolo, il G-4M è in grado di trasportare (oltre al carico bellico del G-4):

2 AA-8 Aphid

2 AGM-65 Maverick

### G4-MD Super Galeb
L'aeronautica serba ha manifestato l'intenzione di voler ammodernare 15 dei 24 G-4 Super Galeb di cui è in possesso, nella versione denominata G4-MD; la conversione, effettuata tramite un programma di Mid Life Update, estenderà la vita operativa dei velivoli fino al 2030.
Gli addestratori verranno così equipaggiati:
- nuova suite avionica
- MFD (Multi-Function Display)
- HUD (Head-Up Display)
- GPS (Global Positioning System)
- IFF (Identification Friend or Foe)
- HOTAS (Hands On Throttle-And-Stick)
- Radio VHF omni-direzionale
- ILS (Instrument Landing System)

Il programma, che comprenderebbe anche l'installazione di chaff ed ECM (Electronic Counter Mesures), ha un costo stimato attorno ai 5 milioni di euro a velivolo.

## Utilizzatori

### Attuali
Birmania
- Tatmdaw Lei

6 velivoli consegnati di cui solamente uno operativo al dicembre 2016.
 Serbia
- Vazduhoplovstvo i PVO Vojske Srbije

24 G-4 consegnati, 15 di questi convertiti allo standard G-4MD All'aprile 2017, risultano in organico 21 aerei, di cui solo una decina sono pienamente operativi.

### Passati
Bosnia ed Erzegovina
- Zračne Snage i Protivzračna Odbrana Bosne i Hercegovine

Ha operato con un solo Super Galeb
 Jugoslavia
- Jugoslovensko ratno vazduhoplovstvo i protivvazdušna odbrana

 Jugoslavia
- Ratno vazduhoplovstvo i PVO Vojske Jugoslavije

 Montenegro
- Vazdušne snage Crne Gore

17 G-4 consegnati ed operanti dalla base aerea di Podgorica. Consegnati alla Serbia nel 2010.
 Repubblica Serba
- Ratno Vazduhoplovstvo i PVO VRS

operò con un Super galeb nel 1 Puk V i PVO con base presso Banja Luka - Mahovljani (LQBK).

## Incidenti
In 26 anni di servizio attivo, solo due dei 123 velivoli prodotti sono stati coinvolti in gravi incidenti. 
L'ultimo di questi ha coinvolto, il 24 settembre 2008, un Super Galeb serbo pilotato dal Lt. Col Ištvan Kanas e precipitato nei pressi della base aerea di Batajnica, vicino a Belgrado. Le cause dell'incidente, ancora sconosciute, sono tuttora in fase di definizione dal Ministero della Difesa e dell'Aeronautica serbo.

### Velivoli comparabili
Argentina
FMA IA 63 Pampa
 Cecoslovacchia
Aero L-39 Albatros
 Francia
Dassault-Dornier Alpha Jet
 Italia
Aermacchi MB-339
 Polonia
PZL I-22 Iryda
 Regno Unito
BAE Hawk
 Russia
Su-25
 Spagna
CASA C-101 Aviojet
 Taiwan
AIDC AT-3
 Jugoslavia
Soko G-2 Galeb